# Бондаренко, Тарас Романович
Тарас Романович Бондаренко (укр. Тарас Романович Бондаренко; род. 23 сентября 1992, Запорожье) — украинский футболист, защитник клуба «Тренчин».

## Биография
Футбольную карьеру начал в 2008 году в составе клуба «Металлург» Запорожье. В 2014—2016 годах играл за украинскую «Полтава». В 2015 году на правах аренды перешёл в «Авангард» Краматорск.
В 2016 году подписал контракт с клубом «Металац» Горни-Милановац. В 2018 году стал игроком сербского клуба «Раднички» Ниш, за который провёл 43 матчей.
В начале 2020 года перешёл в «Каспий» на правах свободного агента. Дебютный гол забил в матче второго тура чемпионата Казахстана против «Астаны» (2:3).

## Достижения
«Раднички» Ниш
- Серебряный призёр чемпионата Сербии: 2018/19

## Семья
Сын футболиста Романа Бондаренко.